# 铜场沟铜矿址
铜场沟铜矿址，位于中国甘肃省华亭县，为一个省级文物保护单位，类型为古遗址。
铜场沟铜矿址的历史年代为宋至明。